# Szaj Agasi

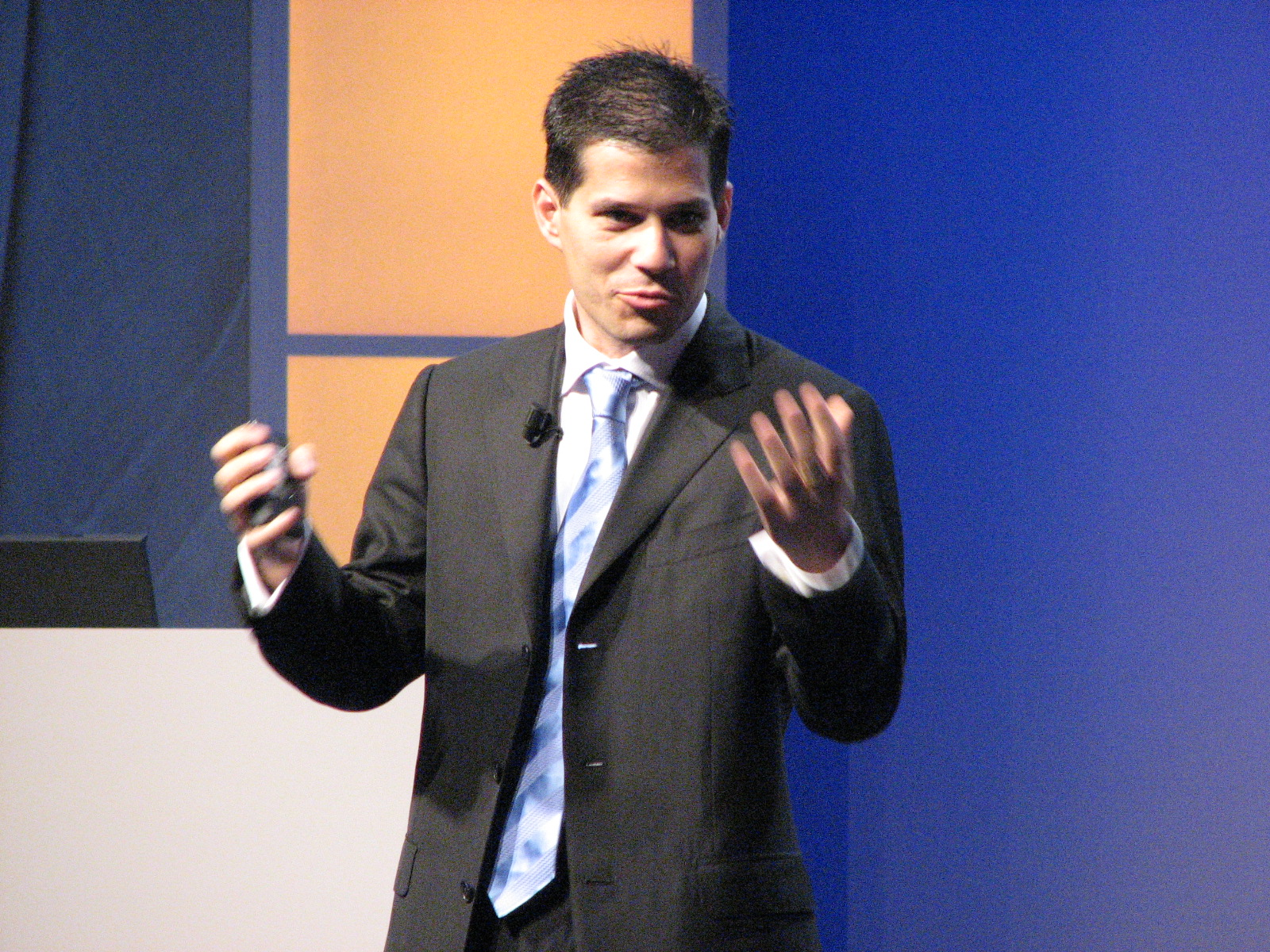
Szaj Agasi w czasie EMEA Enterprise Services Partner Summit 2006

Szaj Agasi (שי אגסי, ur. 19 kwietnia 1968) – izraelski przedsiębiorca, informatyk.
- Między 1992 r. i 2001 r. założył firmy Top Tier Software, Quicksoft Ltd. i Quicksoft Media.
- W 2001 r. Top Tier Software został kupiony przez firmę SAP AG. S. Agasi uczestniczy w rozwoju firmy.
- Między 2002 r. i 2007 r. S. Agasi staje się dyrektorem technicznym i strategicznym SAP AG.
- W 2007 r. odchodzi z SAP AG i zajmuje się projektami związanymi ze środowiskiem.
- W 2007 r. zakłada projekt Better Place, którego celem jest rozwój samochodów elektrycznych.